# Lista över länsvägar i Norrbottens län
Detta är en lista över länsvägar i Norrbottens län.
Numren på de övriga länsvägarna (500 och uppåt) är unika per län, vilket innebär att vägar i olika län kan ha samma nummer. För att hålla isär dem sätts länsbokstaven som prefix framför numret.
Rv är för riksvägar. Länsvägar inom länet, även primära, redovisas här utan prefix.

## Primära länsvägar 100–499
| Väg    | Sträckning |
| ------ | --- |
| 356    | Pålsträsket (94) – Fagervik (670) – Vändträsk (586) – Heden S (676) – Heden N (589) – Trångforsen (683) – Boden SV (588, 616) – Boden V (97) - Bodens Centrum (97) - Lillavan (750) – Erikslund (604, 605) - Brändkläppen (383,746) - Skogså (685) – Holmen (972) – Inbyn (686) – Degerselet S (757) - Niemisel (687-760) – Fällträsk (762) – Bjurå ( 695) - Avafors (691) – Småsel (773-696) - Morjärv (765-E10, 744). Genomfart Boden: Norrbottensvägen - Hedenbrovägen - Garnisonsgatan - Moråsleden |
| 365    | (Lycksele-) AC/BD-gräns - Högheden(518) - Glommersträsk (95) |
| 373    | Abborrträsk (95, 531-373.01) – Norrmyran (539) – Boksel (536) - Byskeälven (516-552) – Siksjön (540) – Risnabben (541) – Strömfors (542) - Långträsk (515) - Vattusjön (514) - Stockbäcken (512-551) - Svensbyn (550-501-557) – Vitsand (930) – Bergsviken (503) - tpl Bergsviken (E4) |
| 373.01 | Abborrträsk (373) - Djupträsket (95) |
| 374    | Tpl Piteå Norra (E4, 504) – (k) Rågrindan (506, 508) - Öjebyn (374.01) - Böle (553-550) – Pålberget - Arnemark (563-563) – Arnemark N (567) - Norra byn (Älvsbyn) (94) - Nedre Tväråsel (666) – Övre Tväråsel (659-659,667) - Vidsel (660.01-668) - N Storfors (662) - Ottostorp (E45) |
| 374.01 | Öjebyn (374) - tpl Boviken (E4) |
| 383    | Börjelslandet (E4) – Smedsbyn - Svedjan (684) - Vibbyn (685) - Ören (970) - Flarken (605) - Brändkläppen (356, 746) |
| 392    | Hällan (E10, 98) – Tallvik (796, 836) - Nybyn (98) – Rödupp (836.01) – Ö Ansvar (835) - Salmi (845) – Teurajärvi – Korpilombolo S (849-841) - Ohtanajärvi (857) - Kuusilaki (861) - Sattajärvi – Pajala S (862) – Pajala (99) |
| 394    | Leipojärvi (E10-945-945) – Mettä-Dokkas – Dokkas (942) – Dokkas N (865) - Ullatti (844) – Pieruvaara (848) - Nytorp (840) - Saarisuando (835) – Niva (853) – Tärendö k:a 853,883) - Tärendö (867-851,883) - Anttis (Antinrova) (395) |
| 395    | Vittangi (E45) - Nolttojärvi (891) – Merasjärvi (890) - Masugnsbyn (865) - Vuostokangas (867) - Junosuando (869.01-869-886) – Lovikka – Anttis (Antinrova) (394-885) - Autio (99) |
| 398    | Sangis V (E4-723) - Björkfors S (720) – Björkfors (719, 730) – Långforsen (722) - Lappträsk (767-767) - Littiäinen (799) - Hedenäset (99) |
| 402    | Leipiöjoki (99) - Pello, Sverige (981) - riksgränsen (- Pello, Finland) |
| 403    | Pajala Ö (99 - 982) - Kirkonlahti (983) - Kieksiäisvaara S (896) - Kieksiäisvaara Ö (896) - Kaunisjoensuu (880) - riksgränsen (- Kolari, Finland) |
| 404    | Muodoslompolo S (99) - Muodoslompolo Ö (895) - Taipalensuu (894) - riksgränsen (- Muonio, Finland) |

## 500–599
- Länsväg BD 500: Kälen (501) – Lappträskbäcken (2,3 km sydväst om Kälen) – Hemmingsmark (502)
- Länsväg BD 501: Jävre (E4, 936) – Kälen (500) – Hemmingsmark (502) – Blåsmark (503 – 904) – Brännan (512) – Svensbyn (373)
- Länsväg BD 502: (Brännland –) Västerbottens läns gräns (AC 893, AC 899) – Holmfors – Hemmingsmark (500 – 501)
- Länsväg BD 503: Blåsmark (501) – Hortlax kyrka (933) – Bergsviken (930 – 373)
- Länsväg BD 504: Musikhögskolan (Piteå) (511) – trafikplats Piteå Norra (E4, 374)
- Länsväg BD 505: Pitholmsheden (506) – Haraholmen
- Länsväg BD 506: Pitsund S (E4) – Pitsund (932.01) – Skuthamn S (507) – Pitholmsheden (505) – Skuthamn N (928) – Svedjan (929) – Strömnäs (507, 931 – 508) – Piteå (511) – trafikplats Piteå Södra (E4) – Degeränget (509) – Rågrindan (374, 508). Genomfart Piteå: Timmerleden
- Länsväg BD 507: Skuthamn S (506) – Skuthamn (928) – Munksund S (929) – Klubbgärdet – Strömnäs (506). Genomfart Piteå: Munksundsvägen
- Länsväg BD 508: Strömnäs (506) – Piteå Centrum (511 – 511) – Rågrindan (374, 506). Genomfart Piteå: Sundsgatan
- Länsväg BD 509: Degeränget (506) – Storsand – Framnäs – Bölebyn (550)
- Länsväg BD 510: Håkansö (573 – 510.01) – Harrbäcken – Småland (E4)
- Länsväg BD 510.01: Sandlabygden (510 – E4) – Granholmen
- Länsväg BD 511: Brandstationen (506) – Piteå Centrum (508 – 508) – Kvarnvallen – Musikhögskolan (504) – Ankarskatan (Korallstigen) – trafikplats Boviken (374.01). Genomfart Piteå: Västergatan – Storgatan – Bryggargatan – Sundsgatan – Hembygdsvägen – Kvarnvallen – Norra Ringen – Långskatavägen
- Länsväg BD 512: Stockbäcken (373) – Kalamark (4,3 km sydväst om 373) – Granträskmark – Bodsjön (2,4 km söder om 501) – Brännan (501)
- Länsväg BD 513: Klubbfors (514) – Brännfors – Holmfors – Västerbottens läns gräns – Brännland (AC 893)
- Länsväg BD 514: (Jakobsfors –) Klubbfors (AC 897) – Klubbfors (513) – Åfors – Pitebyske – Vattusjön (373)
- Länsväg BD 515: (Myrheden –) Västerbottens läns gräns (AC 902) – Långträsk (373) – Koler (543)
- Länsväg BD 516: Glommersträsk (Rv95) – Kvarnberget (535) – Näverliden (537) – Byskeälven (373)
- Länsväg BD 517: Stormyran (365 – 920) – Järvträsk
- Länsväg BD 518: Högheden (365) – Sandträsk – Baktsjaur (519)
- Länsväg BD 519: (Mörttjärn –) Västerbottens läns gräns (Storvistsel) (AC 1014) – Rönnliden (522) – Stora Örnmyran (521) – Baktsjaur (518) – Grundträsk (520) – Bäckås (Rv95)
- Länsväg BD 520: Grundträsk (519) – Nyvall – Gauteskielas (Rv95)
- Länsväg BD 521: Stora Örnmyran (519) – Bäcknäs
- Länsväg BD 522: Rönnliden (519) – Hedberg (523) – Hedberg V
- Länsväg BD 523: Julträsk (E45) – Storberg – Hedberg (522)
- Länsväg BD 525: Kläppen (E45) – Grundträskliden – Klemensnäs (526) – Björklund
- Länsväg BD 526: Klemensnäs (525) – Nya Bastuselet
- Länsväg BD 531: Abborrträsk (Rv95, 373) – Brunmyrheden
- Länsväg BD 533: Glommersträsk (Rv95) – Högbränna
- Länsväg BD 535: (Lillträsk –) Svanträsk (AC 905) – Skogsträsk – Kvarnberget (516)
- Länsväg BD 536: Svartliden (Rv95) – Hålbergsliden – Nymyran (537) – Fetmyran (538) – Boksel (373)
- Länsväg BD 537: Näverliden (516) – Nymyran (536)
- Länsväg BD 538: Saltmyran (539) – Fetmyran (536)
- Länsväg BD 539: Safttjärn (Rv95) – Saltmyran (538) – Norrmyran (373)
- Länsväg BD 540: (Myrheden –) Kåtaselet (AC 890) – Siksjön (373)
- Länsväg BD 541: Risnabben (373) – Sundsnäs – Gråträsk (552)
- Länsväg BD 542: Strömfors (373) – Huvåsen – Solmok (543)
- Länsväg BD 543: Lauker (Rv94) – Lindås (552) – Solmok (542) – Kolerträsk (544) – Koler (545 – 545) – Ersträsk – Åträsk (546) – Yttersta (934) – Lillpite (548 – 934.01) – Dussen (549) – Sjulnäs (550)
- Länsväg BD 544: Kolerträsk (543) – Övre Grundsel (552)
- Länsväg BD 545: Koler (543) – Luckoträsk – Storträskliden (546) – Storsund – Arvidsträsk (547) – Korsträsk (Rv94)
- Länsväg BD 546: Åträsk (543) – Tällträsk – Storträskliden (545)
- Länsväg BD 547: Arvidsträsk (545) – Granträsk (548)
- Länsväg BD 548: Lillpite (543) – Granträsk (547) – Högheden – Nygård (555)
- Länsväg BD 549: Dussen (543) – Sjulnäs (550) – Moran (935) – Persibyn (935) – Berget (554). Genomfart: Persöbyvägen
- Länsväg BD 550: Svensbyn (373 – Tolvmans (557) – Roknäs (551) – Sjulnäs (549 – 543) – Långnäs (554, 555) – Bölebyn (509) – Böle (374)
- Länsväg BD 551: Stockbäcken (373) – Roknäs (934 – 550)
- Länsväg BD 552: Byskeälven (373) – Gråträsk (541 – 645) – Lindås (543) – Övre Grundsel (enskild väg, Kamträskvägen, 1,8 km väster om 544) – Övre Grundsel (Rv94)
- Länsväg BD 553: Böle (374) – Käcktjärn – Kvarnbäcken (374)
- Länsväg BD 554: Långnäs (550, 555) – Berget (549) – Näsudden
- Länsväg BD 555: Långnäs (550, 554) – Borgfors (567) – Sikfors (561) – Tvärån – Nygård (548) – Älvsbyn (Rv94)
- Länsväg BD 557: Svensbyn (373) – Edet – Tolvmans (550). Genomfart: Edetvägen
- Länsväg BD 560: Flurheden (Rv94) – Lillträsk – Korsträsk (Rv94, 663)
- Länsväg BD 561: Sikfors (555) – Skomanskälen
- Länsväg BD 563: Arnemark (374 – 374) – Holmträsk (569 – 570 – 571) – Sjulsmark (573) – Hälleström (574) – Ersnäs V (579)
- Länsväg BD 567: Borgfors (555) – Arnemark N (374)
- Länsväg BD 569: Tullnäs (572) – Nybyn (569.01) – Holmträsk (563)
- Länsväg BD 569.01: Nybyn S (569) – Nybyn (571)
- Länsväg BD 570: Holmträsk (563) – Pålsträsk (1,7 km söder om Rv94) – Pålsträsk (Rv94)
- Länsväg BD 571: Pålmark (573) – Nybyn (569.01) – Holmträsk (563)
- Länsväg BD 572: Kopparnäs (E4 – 572.01) – Tullnäs (569) – Norrfjärden (573)
- Länsväg BD 572.01: Kopparnäs (572) – Kopparnäs S (E4, 908)
- Länsväg BD 573: Håkansö (E4 – 510) – Norrfjärden (572) – Pålmark (571) – Sjulsmark (563) – Klöverträsk (Rv94, 583)
- Länsväg BD 574: Mjösundet (E4, 575) – Hälleström (563)
- Länsväg BD 575: Mjösundet (E4, 574) – Rosvik (575.01) – Trundavan (576) – Vallen (577) – Sandnäsudden (578) – Ersnäs Ö (961.01) – Ersnäs (961) – Ersnäs V (E4, 579)
- Länsväg BD 575.01: Rosvik (575) – Rosvik S (E4)
- Länsväg BD 576: Trundavan (575) – Berkön
- Länsväg BD 577: Vallen (575 – 578) – Alhamn
- Länsväg BD 578: Vallen (577) – Mörön – Sandnäsudden (575)
- Länsväg BD 579: Ersnäs V (E4, 575 – 563) – Vasskäret – Alvik (Rv94)
- Länsväg BD 580: trafikplats Antnäs (E4, Rv94) – Måttsund (581) – Kallax (963) – Bergnäset (580.01) – Bergnäset 616)
- Länsväg BD 580.01: Bergnäset (580) – Luleå flygstation
- Länsväg BD 581: Måttsund (580) – Bränslan (E4)
- Länsväg BD 582: Alvik (Rv94) – Selet (583) – Mockträsk – Rödberget (616)
- Länsväg BD 583: Klöverträsk (Rv94, 573 – 960) – Selet (582) – Avan (616)
- Länsväg BD 584: Bälinge (616) – Alviksträsk
- Länsväg BD 585: Avan (616) – färjeled över Luleälven – N Sunderbyn (Rv97)
- Länsväg BD 586: Vändträsk (356) – Alträsk
- Länsväg BD 588: Gamla Sävast (Rv97) – Sävast (Rv97) – A 8 (Boden) (967) (k) – Boden SV (356, 616). Genomfart Boden: Åbergsleden – Sveavägen
- Länsväg BD 589: Heden N (356) – Hedsvedjan Ö (616)
- Länsväg BD 590: Stadsön (Mariebergsvägen) – Gammelstad (1543) – (k) Nederluleå kyrka (1544) – S Sunderbyn (1,1 km öster om Rv97) – S Sunderbyn (Rv97, 592). Genomfart Gammelstad: Stadsövägen – Framlänningsvägen – Gamla Bodenvägen
- Länsväg BD 591: Storheden (968) – Karlshäll (1 km öster om 968) – Karlsvik
- Länsväg BD 592: S Sunderbyn (Rv97, 590) – Bodvallen (Rv97)
- Länsväg BD 593: Luleå Södra hamn (E4.15, 616) – Örnäset (595) – Hertsön (Gräsörvägen) – Lövskär (593.01) – Hertsöskatan. Genomfart Luleå: S Hamnleden – Hertsövägen – Lövskärsvägen
- Länsväg BD 593.01: Lövskär (593) – Lövskärs brygga
- Länsväg BD 594: trafikplats Sunderbyn S (Rv97) – Norramark cirkulationsplats (k) – Sunderby sjukhus – (k) trafikplats Sunderbyn N (Rv97)
- Länsväg BD 595: Mjölkudden (E4.15) – Lulsundet (596) – Skurholmen – Örnäset (593) – Aronstorp – Uddebo. Genomfart Luleå: Svartövägen – Uddebovägen
- Länsväg BD 596: Lulsundet (595) – (k) Sinksundet (597) – Bensbyn – Örarna (599) – Persön (E4). Genomfart: Luleå: Bensbyvägen
- Länsväg BD 597: Ytterviken (969) – Porsön – (k) Björsbyn (597.01) – Sinksundet (596). Genomfart Luleå: Björkskataleden – Porsövägen
- Länsväg BD 597.01: Björsbyn (597) – Reveln (969)
- Länsväg BD 599: Örarna (596) – Kråknäset – Brändön

## 600–699
- Länsväg BD 600: Börjelslandet (E4) – Sundom – Råneå (692)
- Länsväg BD 601: Råneå N (692, 760) – trafikplats Råneå Norra (E4) – Kängsön
- Länsväg BD 603: trafikplats S Svartbyn (Rv97) (k) – S Svartbyn (604) – N Svartbyn (605). Genomfart Boden: Svartbyleden
- Länsväg BD 604: S Svartbyn (603) – Boden (356, 605). Genomfart Boden: Gamla Lulevägen
- Länsväg BD 605: Boden (356, 604) – (k) N Svartbyn (603) – Torrkölen (607) – Flarken (383). Genomfart Boden: Svedjebergsleden
- Länsväg BD 607: Torrkölen (605) – Ängesbyn (970) – Nickbyn S (E4)
- Länsväg BD 608: Slagnäs V (E45) – Slagnäs (609) – Slagnäs Ö (E45)
- Länsväg BD 609: (Adak –) Västerbottens läns gräns – Slagnäs (AC 1018) – Slagnäs (609.01 – 608) – Sjulnäs S (610) – Gobsättvare (612 – 613) – Mellanström (641) – Vaxholm (615 – 617) – Röjberget (618) – Arjeplog (623 – Rv95)
- Länsväg BD 609.01: Slagnäs S (E45) – Slagnäs camping (609)
- Länsväg BD 610: S Tjärnmyr (Sjulnäs) (609) – Nyliden
- Länsväg BD 612: Gobsättvare (609) – Udden (Kallön)
- Länsväg BD 613: (Heden –) Västerbottens läns gräns – Fjällnäs (AC 1142) – Gargejaur (626) – Tallås (614) – Gobsättvare (609)
- Länsväg BD 614: Tallås (613) – Kronlund (641) – Maskaur (626)
- Länsväg BD 615: Vaxholm (609) – Mellanström Ö (615.01) – Kasker
- Länsväg BD 615.01: Mellanström Ö (615) – Mellanström
- Länsväg BD 616: Luleå Södra hamn (E4.15, 593 – (k) Residensgatan) – Bergnäset (964) – Bergnäset (580) – Gäddvik (968) – Bälinge (584) – Avan (583 – 585) – Rödberget (582) – Bodforsen (967) – Hedsvedjan Ö (589) – Boden SV (356, 588). Genomfart Luleå: S Hamnleden – Sandviksgatan – Bergnäsbron – Älvbrovägen. Boden: Hedenbrovägen
- Länsväg BD 617: Vaxholm (609) – Långviken
- Länsväg BD 618: Röjberget (609) – Ånge brygga
- Länsväg BD 619: Fiskträsk (E45) – Gullön (609.01) – Bergnäs
- Länsväg BD 619.01: Gullön (619) – Gullöns brygga
- Länsväg BD 623: (Arjeplog) Laisvallvägen – Industrivägen (609 – Rv95)
- Länsväg BD 624: Akkelisjaur (Rv95) – Racksund
- Länsväg BD 625: Östansjö (Rv95) – Evebäcken (626) – Laisvall (628) – Hällbacken – Adolfström
- Länsväg BD 626: Gargejaur (613) – Maskaur (614) – Evebäcken (625)
- Länsväg BD 627: Laisvallsby (625) – Stor Laisan (brygga)
- Länsväg BD 628: Laisvall (625) – Loholm – Svänjer (Rv95)
- Länsväg BD 629: Sikselet (630) – Norra Bergnäs – Forsnäs – Abraur – Brännudden (635) – Suddesjaur (636) – Malmesjaur (638) – Moskosel (639 – 629.01) – Moskosel Ö (E45)
- Länsväg BD 629.01: Moskosel (629) – Moskosel Ö (E45)
- Länsväg BD 630: Sikselet (629) – Lövnäs – Stenudden – Örnvik
- Länsväg BD 631: Kålmis (Rv95) – Stensund – Svannäs
- Länsväg BD 632: Myrheden (Rv95) – Radnejaur
- Länsväg BD 634: Arvidsjaursjön N (E45) – Östansjö (636) – Älvsbacka
- Länsväg BD 635: Norrstrand (629) – Brännudden
- Länsväg BD 636: Suddesjaur (629) – Östansjö (634)
- Länsväg BD 638: Malmesjaur (629) – Nedre Trollforsen (0,1 km sydväst om bro över Piteälven) – Iggejaur station (3 km nordost om bro över Piteälven) – Iggevare (642) – Tellejåkk (6,5 km väster om E45) – Norden (E45)
- Länsväg BD 639: Moskosel (629) – Moskosel järnvägsstation
- Länsväg BD 640: Sleng (E45) – Tjappsåive hållplats
- Länsväg BD 641: Kronlund (614) – Mellanström (609)
- Länsväg BD 642: Ljusselet (E45) – Iggevare (638)
- Länsväg BD 643: Rönnberg (E45) – Ravenjaur – Bäcklund
- Länsväg BD 645: Fjällbonäs (Rv94) – Pjesker (646) – Gråträsk (552)
- Länsväg BD 646: Pjesker (645) – Granudden
- Länsväg BD 648: Fors (Rv94) – S Vistträsk – Vistträsk (Rv94, 660)
- Länsväg BD 649: Vuotner (Rv94) – N Holmnäs
- Länsväg BD 650: Framnäsviken (Rv94) – Arvidsjaurs flygplats
- Länsväg BD 651: Auktsjaur (E45) – Lomträsk (653)
- Länsväg BD 653: Moskosel (E45) – Lomträsk (651) – Rättsel – Åkroken (Rv94)
- Länsväg BD 654: Moskosel (E45) – Ljusträsk – Pilträsk – Laver – Nattberg (Rv94)
- Länsväg BD 655: Timmerheden (Rv94) – Fjällbonäs (Bäcklundsvägen) – Harrejaur (Rv94)
- Länsväg BD 656: Västabyn (Rv94) – Manjärv (660)
- Länsväg BD 658: Trångfors (374) – Bredsel (374)
- Länsväg BD 659: Övre Tväråsel Ö (374) – Övre Tväråsel (374, 667)
- Länsväg BD 660: Vistträsk (Rv94, 648) – Manjärv (664) – Rosdal (661) – Vidsel S (660.01) – Vidsel S (374)
- Länsväg BD 660.01: Vidsel S (660) – Vidsel (374)
- Länsväg BD 661: Rosdal (660) – Sörstrand – Grundvattnet
- Länsväg BD 662: N Storfors (374) – Myrheden
- Länsväg BD 663: Korsträsk (Rv94, 560 – Stortjärnberget (2,8 km norr om Rv94) – Nybyn (664)
- Länsväg BD 664: Nyfors (Rv94, 665) – Nystrand (666) – Nybyn (663) – S Fällfors (11,4 km öster om 660) – Manjärv (660)
- Länsväg BD 665: Sågfors (Rv94) – Nyfors (Rv94, 664)
- Länsväg BD 666: Nystrand (664) – Nedre Tväråsel (374) – Björkberg
- Länsväg BD 667: Övre Tväråsel (374) – Tällberg
- Länsväg BD 668: Vidsel (374) – Hapträsk – Karlsro (682)
- Länsväg BD 670: Vernerslund (Rv94) – Johannisfors (672) – Fagervik (356)
- Länsväg BD 671: Älvsbyn (Rv94) – Älvsbyns järnvägsstation. Genomfart Älvsbyn: Nygatan – Storgatan
- Länsväg BD 672: Johannisfors (670) – Brännberg (2 km nordväst om 670) – Åkerholmen
- Länsväg BD 673: Forsnäs (Rv97) – Norrhed – Nybruket (Rv97)
- Länsväg BD 674: Vittjärv (Rv97) – Vittjärv (0,5 km norr om Rv97) – Vittjärv V (Rv97)
- Länsväg BD 675: Norra Bredåker (Rv97) – Kvarnbäcken (679 – Rv97)
- Länsväg BD 676: Heden S (356) – Degerbäcken (677) – Södra Bredåker (678, 679) – Åminne – Bodträskfors (680 – 682)
- Länsväg BD 677: Degerbäcken (676) – Degerbäckens hållplats
- Länsväg BD 678: Södra Bredåker (676, 679) – Långsjön
- Länsväg BD 679: Södra Bredåker (676, 678) – Norra Bredåker (675)
- Länsväg BD 680: Bodträskfors (676) – Urtjärn – Kvarnån
- Länsväg BD 681: Rasmyran (Rv97) Rasmyran (0,2 km sydost om Rv97) – Kusån – Vittjärv (Rv97)
- Länsväg BD 682: Kittajaur (E45) – Puottaure (740) – Holmträsk (669) – Karlsro (668) – Bodträskfors (741 – 676) – Harads (Rv97)
- Länsväg BD 683: Trångforsen (356) – Paglaberget (Rv97)
- Länsväg BD 684: Svedjan (383) – Gemträsket
- Länsväg BD 685: Vibbyn (383) – Vibbyn (0,7 km nordväst om 383) – Skogså (2 km sydost om 686) – Skogså (356)
- Länsväg BD 686: Skogså (685) – Ubbyn (3,5 km nordost om Skogså) – Inbyn (356)
- Länsväg BD 687: trafikplats Råneå Södra (E4, 692) – S Prästholm – Gunnarsheden (687.01) – Niemisel (356)
- Länsväg BD 687.01: Gunnarsheden (687) – Melderstein (760)
- Länsväg BD 689: Strömsund (E4) – Högsön (691)
- Länsväg BD 690: Idbäcken (E4, 706) – Siknäs
- Länsväg BD 691: Rörbäck – Jämtön (691.01 – 974) – trafikplats Jämtön (E4) – Högsön (689) – Vitåfors (693 – 694) – Avafors (356) – Långsel (770, 772)
- Länsväg BD 691.01: Jämtön (691) – Jämtösund
- Länsväg BD 692: trafikplats Råneå Södra (E4, 687) – Råneå (600) – Råneå N (601, 760)
- Länsväg BD 693: Melderstein (760) – Vitåfors (691)
- Länsväg BD 694: Vitåfors (691) – Töre (706)
- Länsväg BD 695: Orrbyn (760) – Talludden (762) – Ängesträsk – Bjurå (356)
- Länsväg BD 696: Törböle (E10) – Långfors – Småsel (356)
- Länsväg BD 697: Morjärv kyrka (E10) – Morjärv (356)
- Länsväg BD 698: trafikplats Töre (E4, E10) – Töre hamn
- Länsväg BD 699: Töre (E4) – Sören (699.01 – 703) – Ökvattnet (E4)
- Länsväg BD 699.01: Sören (699) – Holmen

## 700–799
- Länsväg BD 700: Kosjärv (E4 – 701) – Brattlandet (953) – Bondersbyn (744)
- Länsväg BD 701: Kosjärv (700) – Kamlungeforsen (702) – Kamlunge (744)
- Länsväg BD 702: Kamlungeforsen (701) – Västanfors
- Länsväg BD 703: Rolfs (705) – Pålänge (707) – Sören (699)
- Länsväg BD 704: Storön N (705) – Ryssbält (707)
- Länsväg BD 705: Rolfs (E4) – 703) – Vallen (954 – 954) – Lappträskbacken (707, 956) – Ytterbyn (956.01 – 956.02 – 708) – Målsön (708) – Storön N (704) – Storön
- Länsväg BD 706: Idbäcken (E4, 690) – Töre (694) – Töre (Backvägen) – Töre (1611 – E10)
- Länsväg BD 707: Lappträskbacken (705, 906) – Ryssbält (704) – Pålänge (703)
- Länsväg BD 708: Ytterbyn (705) – Nyborg (956) – Målsön (705)
- Länsväg BD 709: Bredviken (E4 – 710) – Risögrund – Karlsborg (709.01 – 709.01) – trafikplats Lampen (E4)
- Länsväg BD 709.01: Vikmanholmen (709) – Vikmanholmen N (709)
- Länsväg BD 710: Bredviken V (E4) – Bredviken (709)
- Länsväg BD 711: Bjumisträsk (720) – Lantjärv – Kvarnberget (E4)
- Länsväg BD 712: Kvarnberget (E4) – Lappbäcken – Båtskärsnäs V (713) – Båtskärsnäs
- Länsväg BD 713: Båtskärsnäs V (712) – Axelsvik
- Länsväg BD 714: Korpikå S (715) – Lilla Lappträsk
- Länsväg BD 715: Kalix (E4 – 1628) – (k) Stenbacken (721) – Kälsjärv (951 – 718) – Korpikå S (714) – Korpikå (719) – Orrträsk (716) – Vitvattnet (767). Genomfart Kalix: Nygatan – Centrumvägen – Vitvattenvägen
- Länsväg BD 716: Orrträsk (715) – Storsien – Klinten (767)
- Länsväg BD 718: Kälsjärv (715) – Hömyrfors (719)
- Länsväg BD 719: Korpikå (715) – Hömyrfors (718) – Granån (726) – Björkfors (398, 730)
- Länsväg BD 720: Näsbyn (E4 – 1628) – Näsbyn Ö (721) – Bjumisträsk (711) – Råby (950) – Näverträsk (726) – Björkfors (398)
- Länsväg BD 721: Åkroken (744) – Björknäs (951) – Kalix (715) – Näsbyn Ö (720). Genomfart Kalix: Järnvägsgatan
- Länsväg BD 722: Långforsen (398) – Oja (767)
- Länsväg BD 723: Sangis (E4) – Sangis N (723.01) – Sangis Ö (E4)
- Länsväg BD 723.01: Sangis N (723) – Sangis V (398)
- Länsväg BD 724: Säivis (E4) – Staffans
- Länsväg BD 725: V Nikkala (E4) – Santasaari – Seskarö (725.01) – Fridhem
- Länsväg BD 725.01: Seskarö (725) – Seskarö kyrka
- Länsväg BD 726: Näverträsk (720) – Granån (719)
- Länsväg BD 727: Nikkala (E4, 729) – Haparanda hamn
- Länsväg BD 728: Säivis V (E4) – Aavajärvi (730)
- Länsväg BD 729: Nikkala (E4, 727) – Kattilasaari (730)
- Länsväg BD 730: Björkfors (398, 719) – Aavajärvi (728) – Kattilasaari (729 – 731) – Kukkola (Rv99)
- Länsväg BD 731: Kattilasaari (730) – Karhuvaara (767)
- Länsväg BD 734: trafikplats Vånafjärden (E4) – Karlsborg
- Länsväg BD 736: Kurkinen (E4) – Salmis – Laiva (E4) – Vuono (E4, 775)
- Länsväg BD 737: Karungi (Rv99) – Karl Gustavs kyrka – Karungi (Rv99, 767)
- Länsväg BD 740: Puottaure (682) – Sudok (743) – Vuollerim (Rv97, 810)
- Länsväg BD 741: Bodträskfors (682) – Strömbacka (742) – Edefors kyrka (Rv97)
- Länsväg BD 742: Strömbacka (741) – Krokfors (2,5 km väster om 741) – Lillån
- Länsväg BD 744: trafikplats Åkroken (E4 – 721) – Börjelsbyn (955 – 955) – Bondersbyn (700 – 905) – Kamlunge (701, 905) – Forsbyn (767) – Morjärv (E10, 356)
- Länsväg BD 746: Svartbjörsbyn (750) – Brändkläppen (356, 383)
- Länsväg BD 747: Jokkmokk (E45, Rv97) – Junkarhällan (990) – Luvos – Karats. Genomfart Jokkmokk: Storgatan
- Länsväg BD 748: Svartlå (Rv97) – Övre Svartlå (Rv97)
- Länsväg BD 749: Bovallen (Rv97) – Svartlå (Rv97)
- Länsväg BD 750: Lillavan (356) – (k) Svartbjörsbyn (746) – Ljuså – Gransjö (752) – Sandträsk (753) – Gullträsk (754) – Lakaträsk (813). Genomfart Boden: Stationsgatan
- Länsväg BD 752: Svartlå (Rv97) – Gransjö (750)
- Länsväg BD 753: Sandträsk (750) – Sandträskgården
- Länsväg BD 754: Harads (Rv97) – Gullträsk (750)
- Länsväg BD 755: Furunäs – Andersviksudden – Porsi (810)
- Länsväg BD 757: Degerselet S (356) – Sörbyn (758) – Sörbyn V (1,5 km väster om 758) – Övre Flåsjön (enskild väg, Degervattnet) – Klingersel (760)
- Länsväg BD 758: Sörbyn (757) – Lassbyn (760)
- Länsväg BD 760: Råneå N (601, 692) – Melderstein (693 – 687.01) – Orrbyn (695) – Niemisel (356 – 761) – Lassbyn (763 – 758) – Gunnarsbyn (763.01) – Korpforsen (766) – Klingersel (757) – Mårdsel (813)
- Länsväg BD 761: Niemisel (760) – Framviken – Gunnarsdjupträsk
- Länsväg BD 762: Fällträsk (356) – Talludden (695)
- Länsväg BD 763: Lassbyn (760) – Gunnarsbyberget (763.01) – Ytterholmen (766) – Norriån – Vuoddas (813)
- Länsväg BD 763.01: Gunnarsbyberget (763) – Gunnarsbyn (760)
- Länsväg BD 765: Morjärv (356) – Västra Flakaträsk
- Länsväg BD 766: Korpforsen (760) – Ytterholmen (763)
- Länsväg BD 767: Forsbyn (744) – Trollberget (781) – Stråkan (782) – Frängsmyran (783) – Klinten (716) – Vitvattnet (715) – Vitvattnet Ö (784) – Bodträsk (774 – 911) – Oja (722) – Lappträsk (398 – 398) – Kärrbäck (791) – Karhuvaara (731) – Karungi (Rv99, 737)
- Länsväg BD 768: Bjurå (356) – Krokträsk
- Länsväg BD 769: Tvärån (E10) – Långforssel
- Länsväg BD 770: Långsel (691, 772) – Torpbrändet (773) – Talljärv – Bredträsk (777) – Hedensbyn (E10)
- Länsväg BD 772: Långsel (691, 770) – Dockas
- Länsväg BD 773: Småsel (356) – Talljärv (770)
- Länsväg BD 774: Bodträsk (767) – Storträsk (784 – 784) – Lomben
- Länsväg BD 775: Vuono (E4, 736) – Eriksbo (776) – trafikplats Haparanda (E4, Rv99). Genomfart Haparanda: Köpmangatan – Västra Esplanaden
- Länsväg BD 776: Vuono Ö (E4) – Eriksbo (775) – Grankullen. Genomfart: Grankullevägen
- Länsväg BD 777: Bredträsk (770) – Kölmjärv
- Länsväg BD 778: Lansjärv (840, 840.01) – Lansjärv kyrka (840.01)
- Länsväg BD 779: Lansån (E10) – Kopparsjärv
- Länsväg BD 780: Naisheden (E10) – Naisjärv
- Länsväg BD 781: Trollberget (767) – Övermorjärv
- Länsväg BD 782: Stråkan (767) – Åkeränget
- Länsväg BD 783: Frängsmyran (767) – Östra Flakaträsk – Lombheden (795)
- Länsväg BD 784: Vitvattnet Ö (767) – Storträsk (774 – 774) – Kukasjärvi (785) – Littiäinen (799)
- Länsväg BD 785: Kukasjärvi (784) – Kypasjärvi – Svartberget (795)
- Länsväg BD 787: Ruskola (Rv99) – Övertorneå S (Rv98)
- Länsväg BD 791: Kärrbäck (767) – Matojärvi – Granbom (792) – Päkkilä (Bäckesta) (Rv99)
- Länsväg BD 792: Granbom (791) – Vuomajärvi
- Länsväg BD 794: Hedenäset (Rv99) – Hietaniemi kyrka
- Länsväg BD 795: V Svartbyn (E10) – Svartbyn (796) – Lombheden (783) – Slättåsberget (797) – Svartberget (785) – Granhult (798) – Liehittäjä (799) – Niemis (915) – Luppio (Rv99)
- Länsväg BD 796: Svartbyn (795) – Överkalix (797) – Tallvik (801 – Rv98, 836)
- Länsväg BD 797: Slättåsberget (795) – Boheden – färjeled över Djupträsket – Sandudden – Överkalix (796)
- Länsväg BD 798: Granhult (795) – Kiilisjärvi
- Länsväg BD 799: Littiäinen (398 – 784) – Liehittäjä (795) – Ekfors (800) – Puostijärvi – Palo (Rv98)

## 800–899
- Länsväg BD 800: Ekfors (799) – Armasjärvi (915)
- Länsväg BD 801: Tallvik (796) – Överkalix vårdcentral
- Länsväg BD 802: Mölnviken (E10) – Kälvudden – Kälvjärv – Storsvedjan
- Länsväg BD 803: Allsån (391) – Miekojärvi
- Länsväg BD 804: Lyckan (E45) – Östansjö
- Länsväg BD 805: Vajkijaur (E45 – 805.02) – Randijaur (807) – Paijekuoika (806) – Tjåmotis – Njavve – Årrenjarka – Kvikkjokk
- Länsväg BD 805.02: Vajkijaur (805) – Kvarnbäcken
- Länsväg BD 806: Paijekuoika (805) – Nautijaur
- Länsväg BD 807: Randijaur (805) – Björkholmen
- Länsväg BD 808: Björknäs (Rv97) – Storbacken
- Länsväg BD 810: Vuollerim (Rv97, 740 – 810.01) – Porsi (755 – 811) – Murjek (810.02 – 812) – Tullmyran (814) – Polcirkeln – Peinis (815) – Jorpojänkkä (817) – Nattavaara by (810.04 – 818)
- Länsväg BD 810.01: Vuollerim (810) – Vuollerim S (Rv97)
- Länsväg BD 810.02: Murjek (810) – Murjeks kyrka
- Länsväg BD 810.04: Nattavaara by Ö (810) – Nattavaaraby (818)
- Länsväg BD 811: Porsi (810) – Kuouka – Messaure (818)
- Länsväg BD 812: Lillåfors (813) – Murjek (810)
- Länsväg BD 813: Edefors kyrka (Rv97) – Lakaträsk (750) – Lillåfors (812) – Mårdsel (760) – Pålkem  (Vitträsk) – Vuoddas (815 – 763) – Flakaberg – Yttre Lansjärv (E10)
- Länsväg BD 814: Tullmyran (810) – Nietsavare (818) – Sarkavare
- Länsväg BD 815: Vuoddas (813) – Peinis (810)
- Länsväg BD 816: Skröven (E10) – Torrivaara
- Länsväg BD 817: Jorpojänkkä (810) – Sarvisvaara
- Länsväg BD 817.01: Skröven (E10) – Storberget
- Länsväg BD 818: Vajkijaur (E45) – Messaure (811) – Nietsavare (814) – Harrejaur (820) – Nattavaaraby (810 – 810.04) – Kilvo (822) – Purnu (941) – Mukkavaara (E10)
- Länsväg BD 819: Porjus (E45) – Västra Strand (1,9 km norr om 45) – Ålloluokta
- Länsväg BD 820: Harrejaur (818) – Urtimjaur Ö (821) – Urtimjaur
- Länsväg BD 821: Urtimjaur Ö (820) – Ruodna
- Länsväg BD 822: Kilvo (818) – Nuortikon (823) – Gällivare (E45)
- Länsväg BD 823: Nuortikon (822) – Tidnokenttä
- Länsväg BD 824: Ansavaara (E10) – Mäntyvaara
- Länsväg BD 825: Gällivare (E45) – Dundret (Björnfällan)
- Länsväg BD 826: Porjus (E45) – Porjus begravningsplats
- Länsväg BD 827: Porjus (Hapsas) (E45) – Stora Sjöfallet (Vietas)
- Länsväg BD 828: Gällivare (E45, 830) – Nuolajärvi (E10.01, E45). Genomfart Gällivare: Lasarettsgatan
- Länsväg BD 829: Gällivare (830) – Andra Sidan. Genomfart Gällivare: Prästgatan – Kajtumvägen
- Länsväg BD 830: Gällivare (E45, 828 – 829 – k/E45) – trafikplats Gällivare (E45, 1807) – Malmberget (831 – 1807/k) – Koskullskulle V (831). Genomfart Gällivare: Lasarettsgatan – Malmbergsvägen – Malmbergsleden. Malmberget: Gällivarevägen – Bergmansgatan – Norra Kungsgatan – Bergmansgatan
- Länsväg BD 831: Porten (Malmberget) (830) – Koskullskulle V (830) – Koskullskulle (860)
- Länsväg BD 833: Skaulo (E10) – Neitisuando – Killingi (833.01) – Fjällåsens hållplats
- Länsväg BD 833.01: Killingi S (833) – Killingi
- Länsväg BD 834: Leipijoki (E10) – Avvakko
- Länsväg BD 835: Ö Ansvar (392) – Jockfall Ö (839) – Jockfall (839) – Jockfall V (836) – Vasikkakorva (852) – Narken S (841) – Narken (938 – 938) – Kainulasjärvi Ö (939) – Saarisuando (394)
- Länsväg BD 836: Tallvik (Rv98, 796) – Furunäs (837) – Älvtorpet (837) – V Rödupp (836.01) – Vinnäset – Lillselet – V Ansvar – Jockfall V (838 – 835)
- Länsväg BD 836.01: V Rödupp (836) – färjeled över Kalixälven – Ö Rödupp (392)
- Länsväg BD 837: Furunäs (836) – Vännäsberget (837.01) – Älvtorpet (836)
- Länsväg BD 837.01: Vännäsberget (837) – Vännäsberget N
- Länsväg BD 838: Jockfall V (836) – Tyckberget S (838.01) – Vallsjärv
- Länsväg BD 838.01: Tyckberget S (838) – Tyckträsk
- Länsväg BD 839: Jockfall Ö (835) – Jockfall (839.01 – 835)
- Länsväg BD 839.01: Jockfall (839) – Gamla färjeläget
- Länsväg BD 840: Lansjärv (E10 – 778, 840.01) – Ängeså – Lahnajärvi S (840.02) – Nytorp (394)
- Länsväg BD 840.01: Lansjärv (778, 840 – 778) – Lansjärv N (E10)
- Länsväg BD 840.02: Lahnajärvi S (840) – Lahnajärvi
- Länsväg BD 841: Haapakylä (Rv98) – Hiirivaara (917) – Vinsa (854) – Ruokojärvi – Kivijärvi – Pirttiniemi (858) – Korpilombolo S (392) – Korpilombolo (849) – Korpilombolo N (849.01) – Lahdenpää N (850) – Narken S (835)
- Länsväg BD 842: Skröven (E10 – 842.01) – Torasjärvi (843) – Torasjärvi Ö
- Länsväg BD 842.01: Skröven (842 – E10)
- Länsväg BD 843: Torasjärvi (842) – Torasjärvi V
- Länsväg BD 844: Nedre Hakkas (E10 – 844.01) – Satter – Ullatti (394)
- Länsväg BD 844.01: Nedre Hakkas (844) – Hakkas Ö (907) – Hakkas N (907) – Sangervaara (846) – Hakkas V (E10)
- Länsväg BD 845: Salmi (392) – Limingoån
- Länsväg BD 846: Sangervaara (844.01) – Sammakkojärvi (847)
- Länsväg BD 847: Mukkavaara (E10) – Sammakkojärvi (846) – Sammakko
- Länsväg BD 848: Pieruvaara (394) – Äijävaara
- Länsväg BD 849: Korpilombolo V (392) – Korpilombolo (849.01 – 841)
- Länsväg BD 849.01: Korpilombolo (849) – Korpilombolo N (841)
- Länsväg BD 850: Lahdenpää (841) – Jierijärvi
- Länsväg BD 851: Nuoksujärvi S (850) – Nuoksujärvi – Koivuniemi (394)
- Länsväg BD 852: Vasikkakorva (835) – Iso Puolamajärvi
- Länsväg BD 853: Niva (394) – Lehtipalo – Tärendö kyrka (394, 883)
- Länsväg BD 854: Vinsa (841) – Jänkisjärvi – Mukkajärvi
- Länsväg BD 855: Övre Kuivakangas (Rv99) – Siekasjärvi – Rantajärvi (857)
- Länsväg BD 856: Juoksengi (Rv99) – Juoksengi kyrka (856.01) – Mäntyvaara (856.02) – Vyöni
- Länsväg BD 856.01: Juoksengi kyrka (856) – Juoksengi N (Rv99)
- Länsväg BD 856.02: Mäntyvaara (856) – Niskanpää N (Rv99)
- Länsväg BD 857: Svanstein (Rv99 – 857.01) – Rantajärvi (855) – Aapua – Ohtanajärvi (392)
- Länsväg BD 857.01: Svanstein (857) – Svanstein S (Rv99)
- Länsväg BD 858: Pirttiniemi (841) – Suaningi
- Länsväg BD 859: Jarhois (Rv99) – Olkamangi
- Länsväg BD 860: Nuolajärvi Ö (E45) – Koskullskulle (831) – Tjautjasjaur
- Länsväg BD 861: Kuusilaki (392) – Kirnujärvi
- Länsväg BD 862: Pajala S (392) – Liviöjärvi
- Länsväg BD 863: Pilkkarivuoma (E10) – Piilijärvi
- Länsväg BD 864: Vittangi V (E45) – Nedre Parakka
- Länsväg BD 865: Dokkas N (394) – Markitta S (944) – Kesäsvaara (866) – Nilivaara (940) – Vettasjärvi (943 – 943) – Masugnsbyn (395)
- Länsväg BD 866: Kesäsvaara (865) – Granhult
- Länsväg BD 867: Tärendö (394) – Storbyn (883) – Männikkö Ö (868) – Vuostokangas (395)
- Länsväg BD 868: Männikkö Ö (867) – Männikkö V
- Länsväg BD 869: Junosuando (395) – Junosuando S (869.01) – Lautakoski
- Länsväg BD 869.01: Junosuando S (869) – Junosuando (395)
- Länsväg BD 870: Kiruna Centrum (873 – (k) E10) – Kaalasjärvi N (871) – Jänkänalusta – Puoltsa – Holmajärvi – Årosjokk – Pirttivuopio – Nikkaluokta. Genomfart Kiruna: Silfwerbrandsgatan
- Länsväg BD 871: Kaalasjärvi N (870) – Kaalasjärvi
- Länsväg BD 873: Kiruna Ö (E10 – 878) – Kiruna Centrum (874 – 870) – Kiruna järnvägsstation (E10)
- Länsväg BD 874: Kiruna Centrum Ö (873) – (k) Jägarskoleområdet – Kurravaara. Genomfart Kiruna: Tornevägen
- Länsväg BD 875: Kauppinen (E10 – 877) – Laxforsen – Jukkasjärvi (875.01) – Paksuniemi (875.02) – Esrange
- Länsväg BD 875.01: Jukkasjärvi (875) – Jukkasjärvi kyrka
- Länsväg BD 875.02: Paksuniemi (875) – Paksuniemi Ö
- Länsväg BD 876: Svappavaara V (E10) – Svappavaara Ö (E45)
- Länsväg BD 877: Kauppinen (875) – Poikkijärvi
- Länsväg BD 878: Kiruna Ö (873) – (k) Tuolluvaara Ö (E10) – Kiruna flygplats
- Länsväg BD 879: Kengis (Rv99) – Kengis bruk
- Länsväg BD 880: Kaunisjoensuu (403) – Huuki (19 km norr om 403) – Aareavaara (Rv99)
- Länsväg BD 881: Keräntöjärvi (886, 889) – Parkalompolo
- Länsväg BD 882: Juhonpieti (395) – Juhonpieti V (395)
- Länsväg BD 883: Tärendö kyrka (394, 853) – Heinonen (0,1 km sydväst om bro över Kalixälven) – Tärendö (867) – Lehtonmäki (0,1 km sydväst om bro över Tärendöälven) – Koivuniemi (394, 851)
- Länsväg BD 884: Autio (Rv99) – Käymäjärvi
- Länsväg BD 885: Anttis (395 – 885.01) – Siikavaara
- Länsväg BD 885.01: Anttis (885) – N Anttis
- Länsväg BD 886: Junosuando (395 – 887) – Kangos (888) – Keräntöjärvi (881, 889) – Kitkiöjoki (Rv99)
- Länsväg BD 887: Junosuando (886) – Nuuksujärvi (887.01) – Nuuksujärvi
- Länsväg BD 887.01: Nuuksujärvi (887) – Purnuvaara
- Länsväg BD 888: Kangos (886) – Kangos N
- Länsväg BD 889: Keräntöjärvi (881, 886) – Keräntöjärvi S
- Länsväg BD 890: Merasjärvi (395) – Merasjärvi Ö
- Länsväg BD 891: Nolttojärvi (395) – Kuoksu – Kannisjärvi (892) – Lainio – Oksajärvi
- Länsväg BD 892: Kannisjärvi (891) – Vivungi
- Länsväg BD 894: Taipalensuu (404) – Muonionalusta
- Länsväg BD 895: Muodoslompolo (Rv99 – 895.01) – Muodoslompolo Ö (404)
- Länsväg BD 895.01: Muodoslompolo (895 – 895.02) – Muodoslompolo begravningsplats
- Länsväg BD 895.02: Muodoslompolo (895.01) – Muodoslompolo kyrka
- Länsväg BD 896: Kieksiäisvaara S (403) – Kieksiäisvaara (896.01) – Kieksiäisvaara Ö (403)
- Länsväg BD 896.01: Kieksiäisvaara S (896) – Kieksiäisvaara N
- Länsväg BD 897: Nedre Soppero (E45, 897.01) – Lannavaara
- Länsväg BD 897.01: Nedre Soppero (E45, 897) – Nedre Soppero N (E45)
- Länsväg BD 898: Idivuoma (E45) – Falijärvi
- Länsväg BD 899: Mertajärvi (E45) – Närvä

## 900–999
- Länsväg BD 900: Myllyjoki (Rv99) – Kuttainen
- Länsväg BD 901: Karesuando S (E45) – Maunu
- Länsväg BD 902: Paittasjärvi (Rv99) – Sudjavaara
- Länsväg BD 904: Blåsmark (501) – Kallfors
- Länsväg BD 905: Bondersbyn (744) – Stora Lappträsk – Kamlunge (701, 744)
- Länsväg BD 906: Lomberget (Rv98) – Lomträsk
- Länsväg BD 907: Hakkas Ö (844.01) – Hakkas N (844.01)
- Länsväg BD 908: Hedars (E4) – Bertnäs – Kopparnäs S (E4, 572.01)
- Länsväg BD 909: Karesuando (E45) – Karesuando begravningsplats
- Länsväg BD 910: Övre Kuivakangas (Rv99) – Övre Kuivakangas N (Rv99)
- Länsväg BD 911: Bodträsk hållplats (767) – Bodträsk
- Länsväg BD 912: Allsån (Rv98) – Allsjärv – Västhammar
- Länsväg BD 915: Niemis (795) – Armasjärvi (800) – Orjasjärvi – Övertorneå (Rv99)
- Länsväg BD 916: Hirsikangas (Rv99) – Matkakoski
- Länsväg BD 917: Hiirivaara (841) – Nedre Kuivakangas (917.01) – Nedre Kuivakangas (Rv99)
- Länsväg BD 917.01: Nedre Kuivakangas (917) – Nedre Kuivakangas N (Rv99)
- Länsväg BD 918: Niskanpää S (Rv99) – Niskanpää (Rv99)
- Länsväg BD 919: (Rörträsk –) Västerbottens läns gräns (AC 916) – Fågelliden (365)
- Länsväg BD 920: Stormyran (517) – Gallejaur (Västerbottens läns gräns)
- Länsväg BD 921: Avaviken (E45) – Månsträsk
- Länsväg BD 922: Avaviken (E45) – Renviken
- Länsväg BD 928: Skuthamn N (506) – Skuthamn (507). Genomfart: Kritgatan
- Länsväg BD 929: Svedjan (506) – Munksund S (507). Genomfart: Viaduktsvägen
- Länsväg BD 930: Vitsand (373) – Bergsviken (503)
- Länsväg BD 931: Strömnäs (506, 507) – N Pitholm. Genomfart: Ringiusvägen – Bryggmansvägen – N Pitholmsvägen
- Länsväg BD 932: Högsböle (E4) – Pitsund N (932.01) – Trollbäcken (E4)
- Länsväg BD 932.01: Pitsund N (932) – Pitsund (506)
- Länsväg BD 933: Hortlax kyrka (503) – Lappnäset (E4)
- Länsväg BD 934: Roknäs (551) – Lillpite (934.01) – Yttersta (543)
- Länsväg BD 934.01: Lillpite S (934) – Lillpite (543)
- Länsväg BD 935: Moran (549) – Persibyn (549). Genomfart: Durruddsvägen
- Länsväg BD 936: trafikplats Jävre S (E4) – trafikplats Jävre N (E4, 501). Genomfart: Jävrevägen
- Länsväg BD 938: Narken (835) – Narken N (835)
- Länsväg BD 939: Kainulasjärvi Ö (835) – Kainulasjärvi
- Länsväg BD 940: Nilivaara (865) – Nilivaara V
- Länsväg BD 941: Purnu (818) – Sadjem – Björkberg (E10)
- Länsväg BD 942: Dokkas (394) – Ampiaislantto
- Länsväg BD 943: Vettasjärvi (865) – Vettasjärvi N (865)
- Länsväg BD 944: Markitta S (865) – Markitta
- Länsväg BD 945: Leipojärvi (394) – Leipojärvi Ö (394)
- Länsväg BD 950: Råby (720) – Holmträsk
- Länsväg BD 951: Björknäs (721) – Kälsjärv (715)
- Länsväg BD 952: Ytterbyn (956) – Hästholmen
- Länsväg BD 953: Midlandet (E4) – Brattlandet (700) – Bondeborg
- Länsväg BD 954: Vallen N (705) – Vallen (705)
- Länsväg BD 955: Åkroken N (744) – Börjelsbyn (744)
- Länsväg BD 956: Lappträskbacken (705, 707) – Ytterbyn (956.01 – 956.02 – 952) – Nyborg (708)
- Länsväg BD 956.01: Ytterbyn N (956) – Ytterbyn NV (705)
- Länsväg BD 956.02: Ytterbyn S (956) – Ytterbyn SV (705)
- Länsväg BD 957: Stråkanäs (E4) – Innanbäcken (E4)
- Länsväg BD 960: Vitberget (Rv94) – Klöverträsk (583)
- Länsväg BD 961: Hemberget (E4) – Ersnäs (961.01 – 575). Genomfart: Ersnäsvägen
- Länsväg BD 961.01: Ersnäs (961) – Ersnäs Ö (575). Genomfart: Vidmansvägen
- Länsväg BD 963: Kallax (580) – Kallax fiskehamn. Genomfart: Fiskehamnsvägen
- Länsväg BD 964: Bergnäset (616) – Trolltjärn. Genomfart: Granuddsvägen
- Länsväg BD 965: trafikplats Rutvik (E4, 968, 969) – Rutvik S (965.01) – Rutvik – Rutvik Ö (965.01) – Brännan. Genomfart: Svenalds väg – Rutviksvägen
- Länsväg BD 965.01: Rutvik S (965) – Rutvik Ö (965)
- Länsväg BD 967: Bodforsen (616) – A 8 (Boden) (588)
- Länsväg BD 968: trafikplats Gäddvik Södra (E4) – Gäddvik (616) – trafikplats Gäddvik Norra (E4) (Arcusvägen) – Storheden (591) – Ektjärn (Mariebergsvägen) – trafikplats Gammelstad (Rv97) – Nederluleå kyrka (1544) – trafikplats Rutvik (E4, 965, 969). Genomfart: Gamla Gäddviksbron – Storsandsvägen – Lulevägen – Rutviksvägen – Norrleden
- Länsväg BD 969: Mjölkudden (E4.15) – Ytterviken (597) – (k) Reveln (597.01) – trafikplats Rutvik (E4, 965, 968)
- Länsväg BD 970: Ängesbyn (607) – Ören (383)
- Länsväg BD 972: Holmen (356) – Svartbäcken
- Länsväg BD 974: Laviken (E4) – Jämtön (691)
- Länsväg BD 980: Kitkiöjärvi Ö (Rv99) – Kitkiöjärvi
- Länsväg BD 981: Neistenkangas (Rv99) – Pello (402) – N Pello (Rv99)
- Länsväg BD 982: (Pajala) Tornedalsvägen – Kirunavägen (403 – 982.01 – Rv99)
- Länsväg BD 982.01: (Pajala) Soukolovägen (982 – Rv99)
- Länsväg BD 983: Autio (Rv99) – Kirkonlahti (403)
- Länsväg BD 990: Junkarhällan (747) – Purkijaur
- Länsväg BD 998: Abisko (E10) – Abisko Ö hållplats
- Länsväg BD 999: Björkliden (E10) – Björklidens hållplats

## 1000–1099
- Länsväg BD 1000: Vassijaure (E10) – Vassijaure järnvägsstation
- Länsväg BD 1001: Riksgränsen (E10) – Riksgränsens hållplats

## 1500–1599
- Länsväg BD 1543: (Gammelstad) Stationsallén (590 – järnvägsstation)
- Länsväg BD 1544: (Gammelstad) Lulevägen (590 – 968)

## 1600–1699
- Länsväg BD 1611: (Töre) Postvägen – Morjärvsvägen (706 – 1612 – E10)
- Länsväg BD 1612: (Töre) Kyrkvägen (1611 – E10)
- Länsväg BD 1628: (Kalix) Centrumvägen (715 – 720)

## 1800–1899
- Länsväg BD 1807: (Gällivare) Cellulosavägen – Vintervägen – Vintergatan (E45, 830 – 830)
- Länsväg BD 1809: (Gällivare) Linaälven (E45) – Gällivare flygplats

## 1900–1999
- Länsväg BD 1992: (Arjeplog) Storgatan – Torggatan (Rv95 – Rv95)